# Elacomia semiannulata
Elacomia semiannulata är en skalbaggsart som först beskrevs av Maurice Pic 1916.  Elacomia semiannulata ingår i släktet Elacomia och familjen långhorningar. Inga underarter finns listade i Catalogue of Life.